# 埃斯库尔斯
埃斯库尔斯（法語：Escource，法語發音：[ɛskuʁs]）是法国朗德省的一个市镇，属于蒙德马桑区。

## 地理
埃斯库尔斯（44°9'52"N, 1°1'59"W）面积102.74 平方千米，位于法国新阿基坦大区朗德省，该省份为法国西南部沿海省份，是法國本土面积第二大的省，北起吉倫特省，西临大西洋，南至大西洋比利牛斯省，东临热尔省，东北与洛特-加龍省接壤。
与埃斯库尔斯接壤的市镇（或旧市镇、城区）包括：吕村、梅佐斯、奥内斯-拉阿里、蓬唐克斯莱福日、博恩地区圣保罗、索尔费里诺。

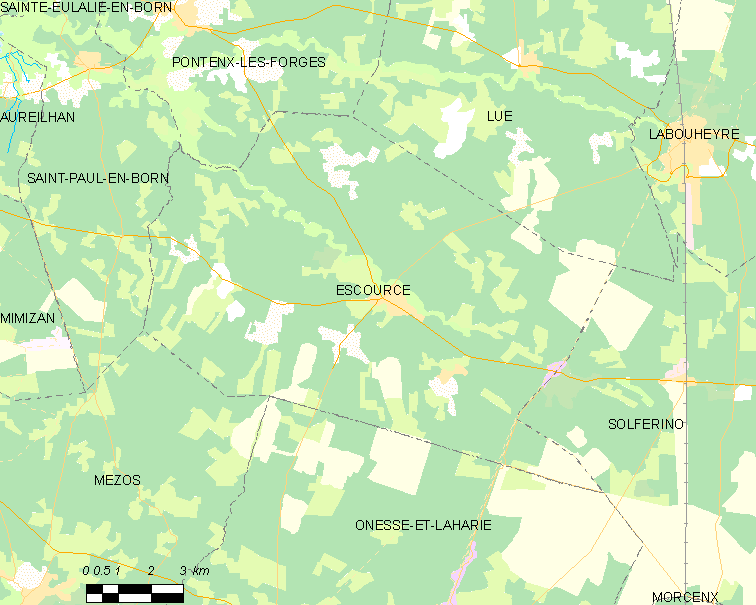
埃斯库尔斯的OSM定位图

埃斯库尔斯的时区为UTC+01:00、UTC+02:00（夏令时）。

## 行政
埃斯库尔斯的邮政编码为40210，INSEE市镇编码为40094。

## 政治
埃斯库尔斯所属的省级选区为上朗德-阿马尼亚克县。

## 人口

1962-2008年间埃斯库尔斯人口变化图示

埃斯库尔斯于2022年1月1日时的人口数量为799人。